# Józef Płonka
Józef Płonka (ur. 23 lutego 1891 w Zbytkowie, zm. 28 listopada 1973 tamże) – polski działacz społeczny, nauczyciel, polityk sanacyjny, poseł na Sejm IV kadencji w II RP (1935–1938) i na Sejm Śląski IV kadencji (1935–1939).

## Życiorys
Urodził się 23 lutego 1891 r. w wielodzietnej rodzinie robotniczej w Zbytkowie. Ukończył szkołę ludową w Strumieniu, naukę kontynuował w gimnazjum, a następnie w Polskim Seminarium Nauczycielskim w Bobrku k. Cieszyna. W 1910 r. zdał maturę. W 1912 zdał egzamin kwalifikacyjny dla nauczycieli. Pracował w szkołach ludowych w Łąkach, Marklowicach Górnych i Michałowicach k. Ostrawy. Działał społecznie w Macierzy Szkolnej Księstwa Cieszyńskiego, będąc naczelnikiem „Sokoła” we Frysztacie, od 1912 r. organizował i ćwiczył wojskowe drużyny Sokole.
Był czynnym uczestnikiem walk I wojny światowej, służył w 3 i 4 pułku piechoty Legionów Polskich. W 1918 r. uczestniczył w przejściu przez linię frontu II Brygady pod Rarańczą oraz w szeregach II Korpusu Polskiego w bitwie pod Kaniowem. W maju 1918 r. dostał się do niewoli niemieckiej, z której udało mu się zbiec. Następnie działał w POW. Uczestniczył w rozbrajaniu wojsk niemieckich w Warszawie w listopadzie 1918. Walczył w wojnie polsko-ukraińskiej o Galicję Wschodnią. W czasie konfliktu polsko-czeskiego 1919–1920 zorganizował Ochotniczy Batalion Piechoty Ziemi Cieszyńskiej. 28 stycznia 1922 na własną prośbę został przeniesiony do rezerwy w stopniu kapitana. 8 stycznia 1924 został zatwierdzony w stopniu majora ze starszeństwem z 1 czerwca 1919 i 120. lokatą w korpusie oficerów rezerwy piechoty. Posiadał wówczas przydział w rezerwie do 74 Pułku Piechoty w Lublińcu. W 1934, jako oficer rezerwy posiadał przydział do 3 Pułku Strzelców Podhalańskich w Bielsku.
Po zwolnieniu w wojska prowadził gospodarstwo rolne w rodzinnym Zbytkowie. W 1935 r. został wybrany posłem z okręgu nr 92 (Bielsko Śląskie) z ramienia Narodowo-Chrześcijańskiego Zjednoczenia Pracy, zdobywając 35960 głosów. W latach 1935–1939 był też posłem na Sejm Śląski. W latach 1935–1936 wydawał tygodnik „Śląska Brygada”. I-wiceprezes Zarządu Okręgu Katowice Związku Legionistów Polskich w 1936 roku.
Podczas kampanii wrześniowej przebywał w Ośrodku Zapasowym 21 Dywizji Piechoty Górskiej. Po 17 września przekroczył granicę Rumunii, skąd zdołał przedostać się do Francji. Po jej upadku w 22 czerwca 1940 r. przybył do Wielkiej Brytanii, gdzie służył m.in. w Stacji Zbornej Oficerów i 3 Brygadzie Kadrowej Strzelców.
Do Polski wrócił w marcu 1946. Po wojnie był przewodniczącym rady nadzorczej mleczarni w Pawłowicach, oraz prezesem kółka rolniczego w Zbytkowie. Zmarł w Zbytkowie, pochowany na cmentarzu w Strumieniu.

## Ordery i odznaczenia
- Krzyż Srebrny Orderu Virtuti Militari
- Krzyż Niepodległości
- Krzyż Walecznych (czterokrotnie, 1921)[5]
- Złoty Krzyż Zasługi (19 marca 1931)[6]
- Srebrny Krzyż Zasługi
- Krzyż za Obronę Śląska Cieszyńskiego
- Odznaka pamiątkowa „Krzyż Kaniowski”
- Medal Zwycięstwa „Médaille Interalliée” (międzysojusznicy)[7]